# Oranż metylowy
Oranż metylowy (metylooranż, heliantyna) – organiczny związek chemiczny z grupy barwników azowych. Jest pochodną azobenzenu zawierającą grupę dimetyloaminową oraz grupę sulfonową. Stosowany jako indykator pH.
| Oranż metylowy | Oranż metylowy | Oranż metylowy |
| -------------- | -------------- | -------------- |
| pH < 3,2       | ⇄              | pH > 4,4       |

W temperaturze pokojowej jest to krystaliczne ciało stałe o pomarańczowej barwie. Jako wskaźnik pH stosuje się go w formie wodnego roztworu. Jest stosowany w miareczkowaniu alkacymetrycznym oraz jako składnik mieszanin do nasączania papierków wskaźnikowych.
Oranż metylowy zmienia swoje zabarwienie w zależności od pH środowiska w jakim się znajduje. W środowisku silnie kwasowym, o pH poniżej 3,2 przyjmuje barwę czerwoną, a w roztworach o pH powyżej 4,4 przyjmuje zabarwienie żółte.
Oranż metylowy jest również stosowany do barwienia tkanin i włókien.

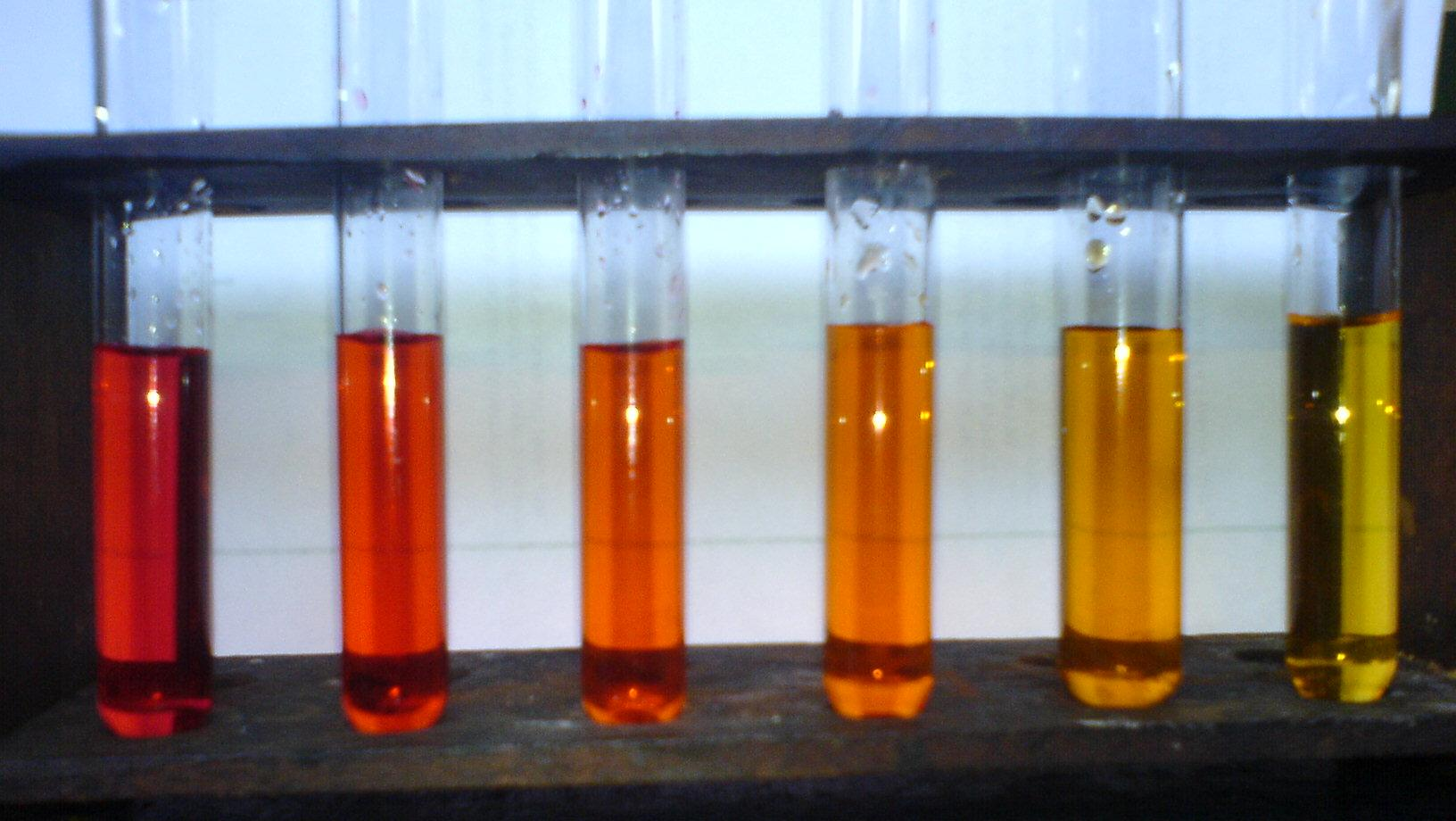
Barwy roztworu oranżu metylowego w różnych pH